# Lakówka dwubarwna

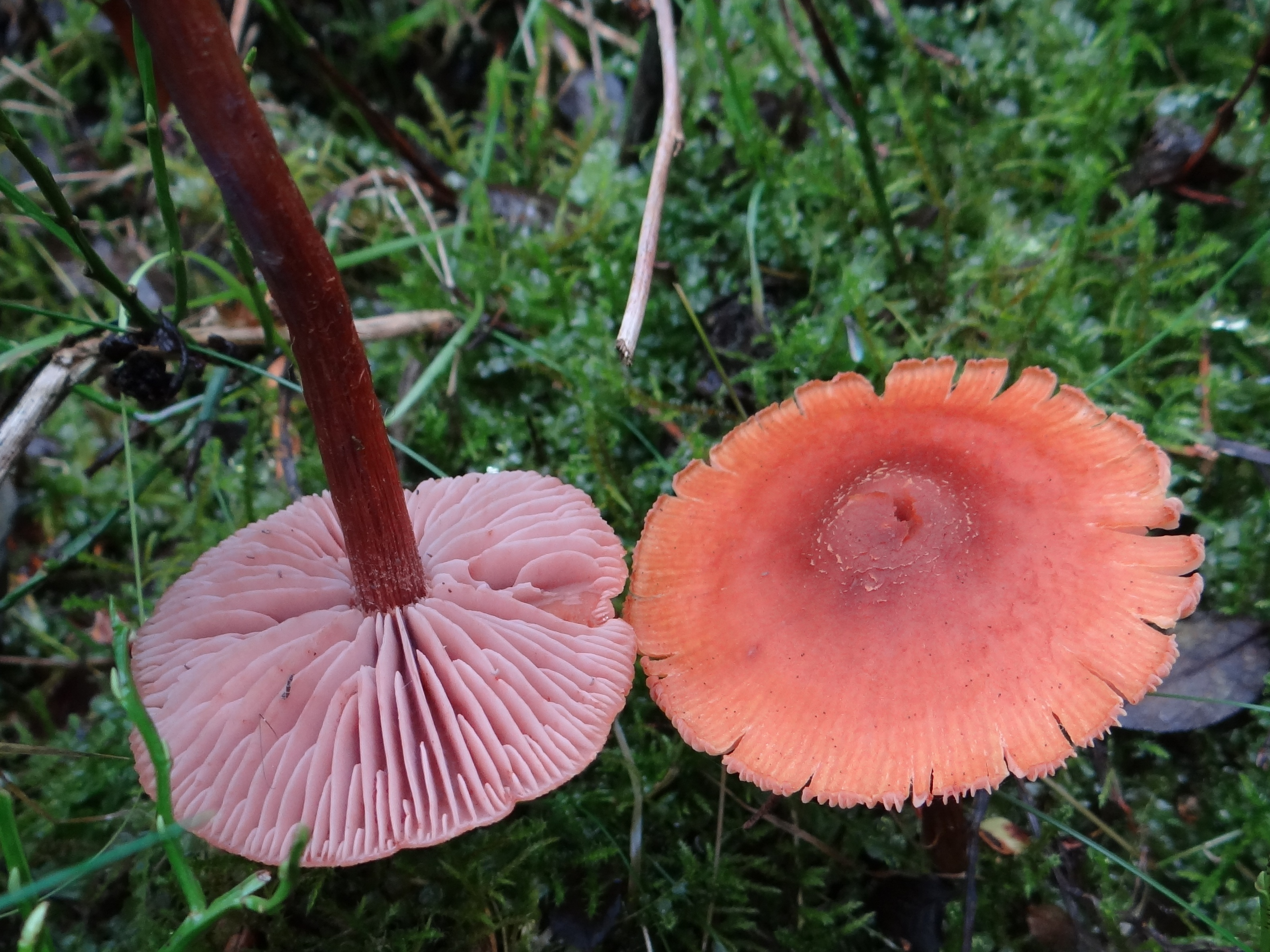
Charakterystyczne są fioletoworóżowe blaszki

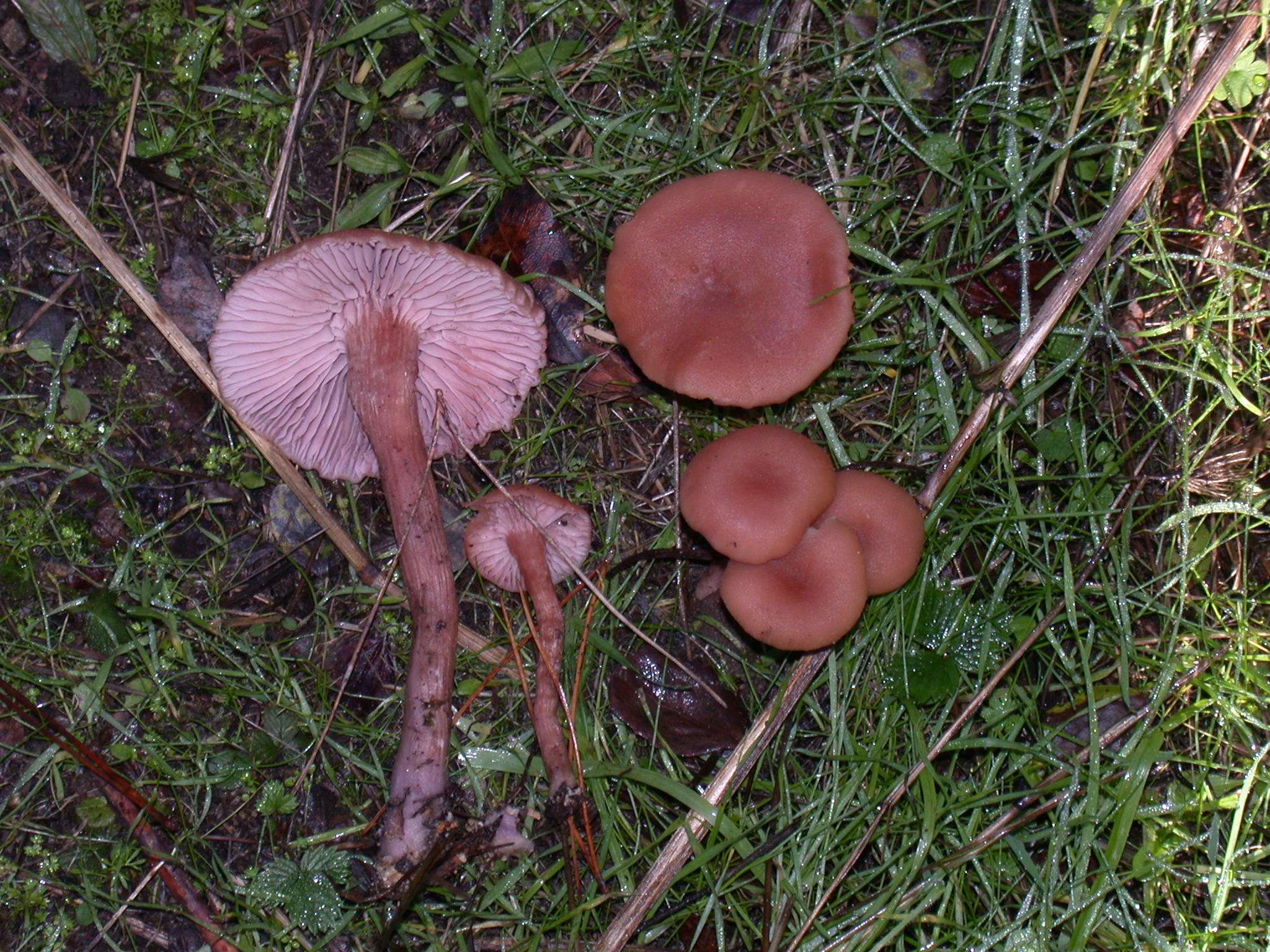

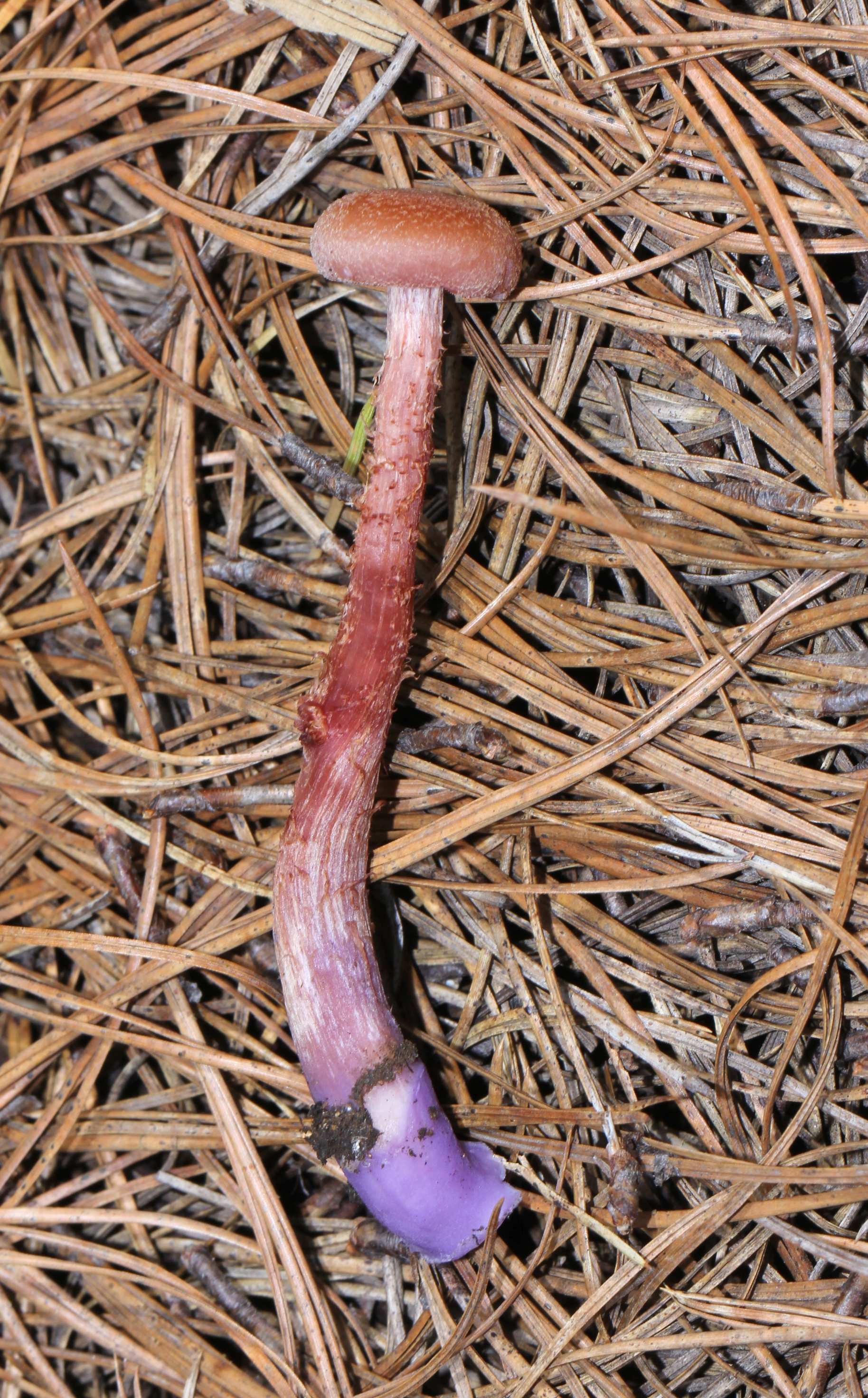
Charakterystyczna fioletowa barwa podstawy trzonu

Lakówka dwubarwna (Laccaria bicolor (Maire) P.D. Orton) – gatunek grzybów z rodziny piestróweczkowatych (Hydnangiaceae).

## Systematyka i nazewnictwo
Pozycja w klasyfikacji według Index Fungorum: Laccaria, Hydnangiaceae, Agaricales, Agaricomycetidae, Agaricomycetes, Agaricomycotina, Basidiomycota, Fungi.
Po raz pierwszy takson ten opisany został w 1937 r. przez René Maire jako odmiana lakówki pospolitej. Do rangi odrębnego gatunku podniósł go Peter Darbishire Orton w 1960 r.
Synonimy naukowe:
- Laccaria bicolor (Maire) P.D. Orton 1960 var. bicolor
- Laccaria bicolor var. pseudobicolor (Bon) Pázmány 1991
- Laccaria laccata var. bicolor Maire 1937
- Laccaria laccata var. pseudobicolor Bon 1982
- Laccaria proxima var. bicolor (Maire) Kühner & Romagn. 1953[2].

Polską nazwę zaproponował Władysław Wojewoda w 2003 r.

## Morfologia
Kapelusz
Średnicy 1–6 cm, za młodu dzwonkowaty, później łukowaty, na koniec płasko rozpostarty o pofalowanych brzegach. Powierzchnia o barwie mięsnoczerwonawej lub czerwonobrązowej i pokryta drobnymi łuseczkami.
Blaszki
Szerokie, rzadkie i dość grube, do trzonu przyrośnięte lub nieco zbiegające. Mają fioletoworóżową barwę, podczas wysychania coraz bardziej fioletową, u starszych okazów są białawo oprószone zarodnikami.
Trzon
Wysokość 6–10 cm, grubość do 8 mm. Cylindryczny, podłużnie włóknisty. Powierzchnia koloru od różowego do czerwonobrązowego. U podstawy występuje fioletowa grzybnia. Fioletowy kolor grzybni u podstawy jest jedną z najważniejszych cech morfologicznych umożliwiających odróżnienie tego gatunku lakówki od podobnych, jednak zanika on dość szybko i morfologiczne odróżnienie starszych okazów staje się czasami niemożliwe.
Miąższ
Kruchy, cienki, brązowawy o słodkawym smaku i niewyraźnym zapachu.
Cechy mikroskopowe
Wysyp zarodników biały. Zarodniki szeroko elipsoidalne lub niemal kuliste, o rozmiarach 7–9 × 6–8 µm, pokryte kolcami długości do 1–2 µm. Podstawki 4-zarodnikowe, Cheilocystydy o kształcie od nitkowatego do palczastego i rozmiarach do 55 × 8 µm.
Gatunki podobne
- lakówka pospolita (Laccaria laccata), ma blaszki mięsnoczerwone, biały nalot grzybni przy podstawie trzonu[4],
- grzybówka fioletowawa (Mycena pura) ma silny zapach rzodkwi[4].

## Występowanie i siedlisko
Jest szeroko rozprzestrzeniony w Ameryce Północnej i Europie, występuje także w Australii oraz Japonii i Korei.
Grzyb naziemny. Rośnie w lasach iglastych pod sosnami i świerkami, oraz liściastych pod dębami, bukami i brzozami. W Polsce owocniki wytwarza od lipca do listopada.

## Znaczenie
- Grzyb mykoryzowy. Badania naukowe wykazały, że lakówka dwubarwna jest bardziej od innych grzybów skuteczna w tworzeniu ektomykoryzy z sosną pospolitą, zwiększając szansę jej przeżycia[7].
- Grzyb jadalny[4].
- Jest jednym z wielu grzybów drapieżnych, którego grzybnia ma zdolność trawienia ciała zwierząt, ale jednym z nielicznych, który ma zdolność łapania i zabijania owadów, szczególnie skoczogonków[8].
- Jest pierwszym gatunkiem grzyba ektomykoryzowego, dla którego opracowano pełną sekwencję genomu[9].